# Mittal Steel Company
Die Mittal Steel Company N.V. war der weltweit größte Stahlproduzent und ist seit der Fusion mit dem einstigen zweitgrößten Stahlproduzenten Arcelor im Jahr 2007 ein Teil von ArcelorMittal.

## Konzernentwicklung
Mittal Steel hatte seinen Sitz in Rotterdam in den Niederlanden, wurde aber vom Berkeley Square in London durch Mehrheitseigentümer Lakshmi Mittal (CEO) und dessen Sohn Aditya (CFO) geleitet. Die Gesellschaft wurde bei Übernahme der LNM Holdings N.V. durch die Ispat International gegründet (Ispat ist Hindi und heißt Stahl), die beide bereits damals von Lakshmi Mittal kontrolliert wurden und im Frühjahr 2005 mit der International Steel Group (ISG) fusionierten, in der die früheren US-Stahlgiganten Bethlehem Steel, Republic Steel und LTV Steel vereint waren. Mehr als 90 Prozent der Aktienanteile befanden sich stets im Besitz der Familie Mittal.
Der südafrikanische Geschäftsbereich beruht auf dem ursprünglich 1928 errichteten staatlichen Stahlkonzern Iron and Steel Corporation (Iscor) mit Sitz in Pretoria und dessen in der Folge vielfältig ausgebauten Produktionsstruktur. Im Februar 2003 übernahm LNM Holdings NV die Iscor Ltd. mittels Aktienerwerbs in Höhe von 1,8 Mrd. Rand. Im August des Folgejahres wurde der Unternehmensname in Ispat Iscor Ltd. geändert. Im Dezember 2004 erwarb Ispat International NV die LNM Holdings NV und damit auch ihr Subunternehmen Ispat Iscor Ltd. Im Ergebnis dieser Unternehmensfusionen änderte sich der Name erneut und wurde zu Mittal Steel Company NV. Der südafrikanische Konzernbereich, bisher Ispat Iscor, trat seit März 2005 unter Mittal Steel South Africa Ltd. auf. Im Oktober 2006 kam es nach der Übernahme des Konkurrenten Arcelor zur Namensänderung in ArcelorMittal South Africa Ltd.

## Geschäft

Wachstum der Stahlproduktion von Mittal Steel, basierend auf den getätigten Übernahmen.

Mittal beschäftigte im Jahr 2005 320.000 Menschen und erwirtschaftete in dem Jahr einen Umsatz von 28,132 Milliarden US-Dollar (USD). Im Jahr 2004 wurden 48 Millionen Tonnen Stahl produziert, mehr als die nächsten Konkurrenten Arcelor (45 Mio. Tonnen) und Nippon Steel (31,3 Mio. Tonnen). Die luxemburgisch-französisch-spanische Arcelor übertraf Mittal dennoch beim Umsatz mit einem Jahresumsatz von 37 Mrd. im Jahr 2004.
Mittals einzigartiges Geschäftsmodell ermöglichte der Gesellschaft, ein profitables Geschäft in Ländern aufzubauen, die nicht als erste Adresse angesehen wurden. Mittal kaufte verlustbringende oder gering ausgelastete Stahlproduzenten und brachte sie wieder auf die Erfolgsspur durch flache Hierarchien, Kostenreduzierung, Absatzorientierung, Entlassungen und Stilllegungen. Dabei schuf er schlankere und wettbewerbsfähige Gesellschaften. Dabei kam ihm auch die weltweite Stahlkonjunktur zugute.

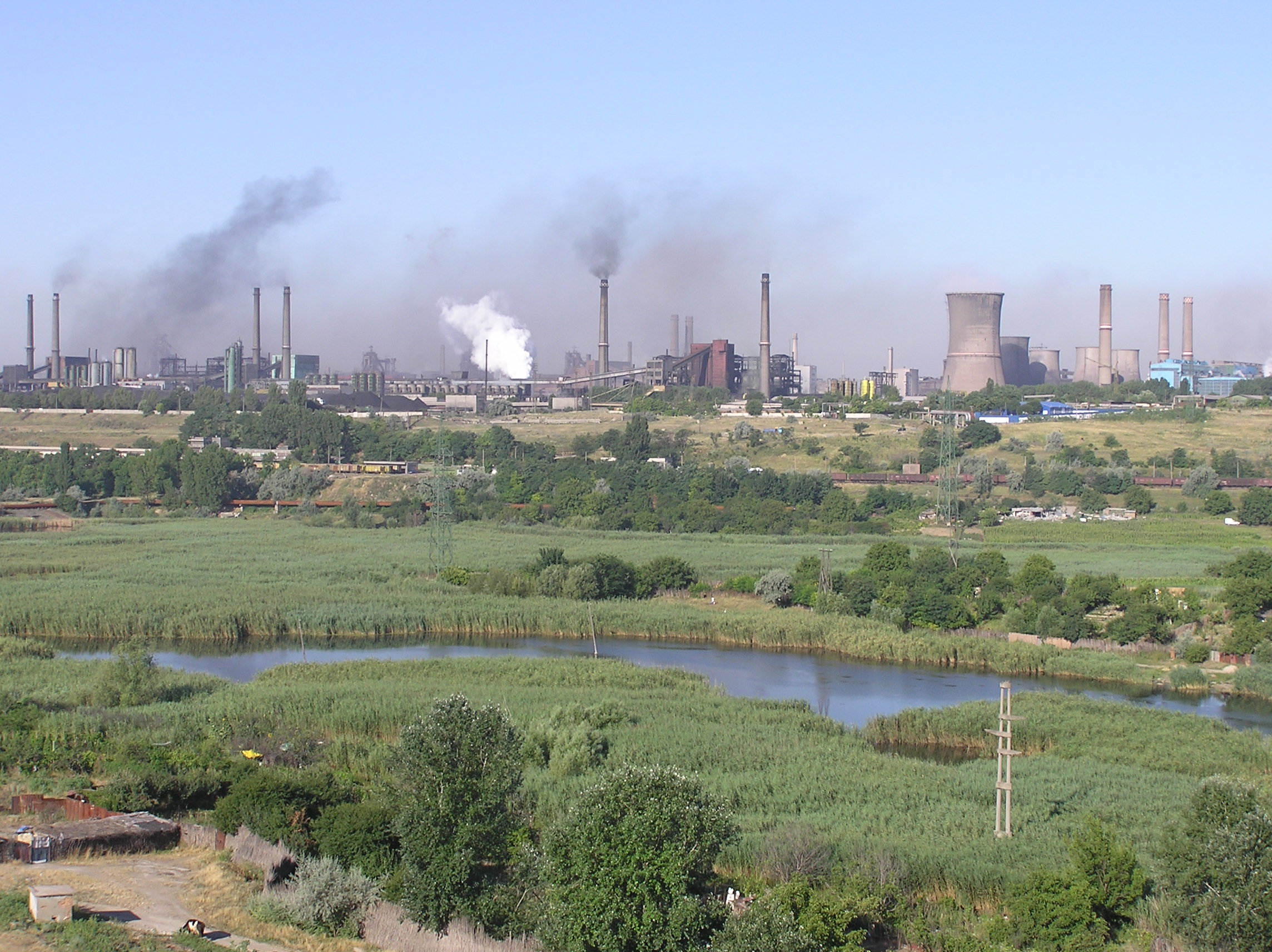
Mittal Steel in Galați

Die Gesellschaft besaß in 18 Ländern Produktionsstandorte: China, Indien, Indonesien, Vereinigte Staaten, Mexiko, Kanada, Frankreich, Deutschland, Polen, Rumänien, Algerien, Südafrika, Tschechien, Bosnien und Herzegowina, Mazedonien, Trinidad und Tobago, Kasachstan und die Ukraine.

## Mittalgate
Die britische Labour Party soll laut Medienberichten am 23. Mai 2001 eine Spende von Lakshmi Mittal erhalten haben. Das Online-Magazin Slate berichtete, Blair habe darauf angeblich einen Brief an den rumänischen Präsidenten Adrian Năstase geschrieben, in dem er sich für die Erlaubnis zum Kauf des staatseigenen rumänischen Unternehmens Sidex durch Mittal Steel Company bedankt habe. Dieser Brief führte zur Annahme, Labour habe die Mittal'schen Interessen in dieser Art aufgrund der Spendenzahlung vertreten. Blairs Pressesprecher erklärte, der Ministerpräsident habe den Brief nicht aufgrund der Spendenzahlung geschrieben. Tony Blair habe niemals von der Mittal-Spende gewusst. Der Fall sorgte als „Mittalgate“ für Schlagzeilen.

## Gebote auf Kriworoschstal und Arcelor
Im Oktober 2005 erwarb Mittal Steel den ukrainischen Stahlproduzenten Kriworoschstal für 4,8 Mrd. USD bei einer Versteigerung, nachdem eine vorangegangene, umstrittene Versteigerung an ein Konsortium, an dessen Spitze der Schwiegersohn des ehemaligen ukrainischen Präsidenten Leonid Kutschma stand, durch den damaligen Präsidenten Wiktor Juschtschenko aufgehoben worden war.
Am 27. Januar 2006 wurde ein Angebot an die Aktionäre von Arcelor in Höhe von € 18,6 Mrd. bekannt. Mittal bot damit pro Arcelor-Aktie € 28,21 oder 27 % mehr als der Schlusskurs der Arcelor-Aktie am 26. Januar 2006 an der Pariser Börse. Die Regierungen Luxemburgs, Frankreichs und Belgiens hatten sich gegen die Fusion von Arcelor mit Mittal Steel ausgesprochen und das „feindliche“ Übernahmeangebot ohne vorherige Kontaktaufnahme mit den bisherigen Aktionären und dem Aufsichtsrat kritisiert. Indem Mittal mit seiner feindlichen Übernahme erfolgreich war, wurde es mit einem Produktionsvolumen von 119 Mio. Tonnen Stahl pro Jahr sowohl nach den Absatzmengen wie auch nach dem Umsatz der mit weitem Abstand größte Stahlhersteller der Welt. Mittal Steel erwartete bei einer erfolgreichen Übernahme von Arcelor Synergieeffekte in Höhe von ca. 1 Mrd. USD und eine beschleunigte Konsolidierung der Branche. Arcelor unterhielt in Bremen, Unterwellenborn (Thüringen) und mit Arcelor Eisenhüttenstadt (Brandenburg) Standorte in Deutschland. Mittal betrieb in Deutschland die Mittal Steel Hamburg GmbH (ehemals Hamburger Stahlwerke GmbH) und in Duisburg die Mittal Steel Ruhrort GmbH (ehemals Phoenix), sowie die Mittal Steel Hochfeld GmbH (ehemals Niederrheinische Hütte), die von Thyssen verkauft wurden, als Thyssen sich ausschließlich auf den Flachstahlsektor zurückzog.
Im Vorgriff auf erwartete Einwände amerikanischer Kartellämter hatte Mittal bereits mit der ThyssenKrupp AG vereinbart, dass die kanadische Dofasco-Gruppe aus der Arcelor wieder herausgelöst werden sollte, und zum vormals unterlegenen Höchstgebot doch noch an ThyssenKrupp ginge. (Diese Nachricht ließ am 27. Januar, passgenau zur Hauptversammlung der TK, den TK-Kurs von ca. 18 Euro binnen weniger Stunden auf über 23 Euro explodieren.)